# Ad-Daʿayan
Ad-Daʿayan (arabisch بلدية الضعاين, DMG Baladiyyat aḍ-Ḍaʿāyan) ist eine Gemeinde im Osten Katars. Die Einwohnerzahl liegt bei 43.176 (Stand: April 2010).
Die Gemeinde wurde 2004 aus Teilen von Umm Salal und Al-Chaur errichtet. Sie umfasst die Orte al-Abib, al-Ab, Jeryan Jenayhat, al-Khaysa, Rawdat al-Hamama, Wadi al-Wasaa, al-Sakhama, al-Masrouhiya, Wadi Lucil, Umm Qarn, ad-Daʿayan, Sumaysma, al-Jeryan, Tanbak, Rahiya, al-Ghaf und Ras al-Nuf. Auch die Planstadt Lusail liegt im Gemeindegebiet.